# 啟秀
啟秀（1839年—1901年），字松巖， 號穎之，庫雅拉氏，滿洲正白旗人，晚清官員，以孝聞名，受大學士徐桐提拔，官至禮部尚書、軍機大臣，因支持義和團，被八國聯軍認定為戰犯，被斬。

## 簡介
同治四年（1865年）乙丑科進士，選庶吉士，散館改刑部主事，歷任內閣學士、刑部侍郎、禮部侍郎；光緒二十四年，授禮部尚書，命充軍機大臣兼理總理各國事務衙門。戊戌政變後，得徐桐向慈禧引薦，擢禮部尚書。
光緒二十六年，庚子事變爆發，董福祥攻使館不下，啟秀向載漪、載勛獻策，推薦「五臺山老和尚『普淨』（普靜）」可攻破西什库天主堂，啟秀有信心必勝，聽到的人都在偷笑，不過慈禧太后也想找和尚這樣做。當該名老和尚到後，自稱關公降乩附身，角色扮演成民俗形象中的關公，拿著關刀、《春秋》，騎著類似赤兔馬的紅馬，進攻教堂，不料即刻陣亡，馬倒是逃回了，啟秀不久也被八國聯軍的日軍俘虜。聯軍認定啟秀為禍首之一，要求嚴懲，於是棄市於菜市口。